# Гераклид (сиракузский военачальник)
Гераклид (др.-греч. Ἡρακλείδης; убит в 354 году до н. э., Сиракузы) — древнегреческий военачальник и политический деятель, гражданин Сиракуз. Был изгнан Дионисием Младшим, стал союзником Диона, вместе с ним боролся против тирании. Именно Гераклид разбил флот Дионисия, что приблизило победу в войне. Позже Гераклид и Дион стали врагами: первого антиковеды считают сторонником демократического строя, второго — сторонником олигархии. С разрешения Диона Гераклид был убит.

## Биография
Гераклид принадлежал к сиракузской аристократии. Он впервые появляется в источниках как один из военачальников тирана Сиракуз Дионисия Младшего: Диодор Сицилийский называет его командиром гарнизона, Корнелий Непот — начальником конницы. По-видимому, Гераклид был другом Диона — шурина Дионисия. Тиран заподозрил Диона в подготовке государственного переворота и изгнал, а с Гераклидом, согласно Диодору, произошло то же самое как с предполагаемым сообщником Диона. По другой версии, Гераклид ещё некоторое время оставался на Сицилии, но попал под подозрение из-за волнений в войсках. Несмотря на просьбы Феодота (дяди Гераклида) и находившегося тогда в Сиракузах Платона, Дионисий изгнал и Гераклида тоже (в 361/60 или 358/57 году до н. э.). Позже Платон писал тирану: «Когда ты изгнал Гераклида, это ни сиракузянам, ни мне не показалось справедливым».
На Пелопоннесе Гераклид снова встретился с Дионом. Вместе они начали подготовку к войне с Дионисием и, в частности, вели переписку со Спартой. Однако между ними произошла размолвка, из-за которой Гераклид не отправился на Сицилию вместе с Дионом и его наёмниками в 357 году до н. э. На родину он вернулся только годом позже, когда Дион уже осаждал тирана в Ортигии. С Гераклидом были либо двадцать боевых кораблей и 1500 солдат (по Диодору), либо только семь триер и три грузовых корабля (по Плутарху). Во главе этих сил он присоединился к осаде и благодаря своей популярности у сиракузян добился избрания навархом (командиром всего флота). Дион заявил протест: он был уверен, что только при единоличном командовании война с тираном может быть выиграна. Тогда сиракузяне отменили своё решение, а Дион, пригласив Гераклида к себе домой, примирился с ним и снова поставил во главе флота (на этот раз под своим началом). Согласно Плутарху, Гераклид, человек «до крайности легкомысленный» и не заслуживавший доверия, после этого начал строить тайные козни против Диона, рассчитывая получить власть.
В решающем сражении с флотом Дионисия Гераклид одержал победу, и тирану пришлось бежать в Италию (правда, Ортигия продолжала держаться). Теперь между Гераклидом и Дионом произошёл открытый разрыв: первый натравливал на второго демос, используя в своих интересах политиков-демагогов и обвиняя Диона в тиранических замашках. Дион был изгнан, командование армией перешло к двадцати пяти военачальникам, в числе которых был и Гераклид, но после удачной вылазки защитников Ортигии сиракузяне снова попросили Диона стать их командующим. Он вернулся и возглавил армию. Гераклид теперь снова командовал флотом, но продолжал восстанавливать народ и военных против Диона, а параллельно пытался вести тайные переговоры с Дионисием.
В конце концов Ортигия капитулировала. Сиракузский флот был распущен, и в результате Гераклид потерял существенную часть своего влияния. Известно, что Дион, пытавшийся построить в Сиракузах олигархическую республику, предлагал Гераклиду место в высшем властном органе, Синедрионе, но тот отказался, заявив, что ему достаточно места в Народном собрании. Бывший наварх открыто критиковал Диона за то, что тот не разрешил народу разрушить гробницу Дионисия Старшего и не срыл укрепления Ортигии. Поэтому Дион, как рассказывает Плутарх, «дал, наконец, волю тем, кто уже давно хотел убить Гераклида и кого он прежде удерживал от этого шага». Гераклид был убит в собственном доме (354 год до н. э.). Дион организовал пышные похороны и сам принял участие в погребальном шествии.

## Оценки личности и деятельности
Сохранившаяся информация о Гераклиде исходит главным образом из двух источников — «Исторической библиотеки» Диодора Сицилийского и плутарховой биографии Диона. Диодор опирался на изложение Эфора, но его рассказ очень лаконичен. Источниками Плутарха же стали работы Тимея из Тавромения и Тимонида — товарища Диона, который изложил ход войны с Дионисием и последующих событий в письмах Спевсиппу. Отсюда резко негативные оценки личности Гераклида, рассказы о его постоянном противодействии благородному и бескорыстному Диону, замалчивание его роли в разгроме флота тирана и победном окончании всей войны. Антиковеды констатируют, что использовать Плутарха для восстановления биографии Гераклида следует с большой осторожностью.
В историографии существуют два подхода к биографии Гераклида. Сторонники одного из них видят в этом политике убеждённого сторонника демократии, который пытается помешать аристократу, опирающемуся на иностранных наёмников, установить в Сиракузах олигархический строй; сторонники второй считают Гераклида скорее авантюристом, готовым использовать для достижения власти любые методы и любые политические силы.
Гераклид стал второстепенным персонажем романа Мэри Рено «Маска Аполлона» (1966).